# ممنوع الإزعاج (رواية)
ممنوع الإزعاج (بالإنجليزية: Not To Disturb)‏ هي رواية للكاتبة الإسكتلندية موريل سبارك، نشرت عام 1971، لأول مرة عن دار نشر ماكميلان.